# Aliyah Shipman
Aliyah Shipman (14 de julio de 2003) es una deportista haitiana que compite en taekwondo. Ganó una medalla de bronce en los Juegos Panamericanos de 2023, en la categoría de +67 kg.

## Palmarés internacional
| Juegos Panamericanos | Juegos Panamericanos | Juegos Panamericanos | Juegos Panamericanos |
| Año                  | Lugar                | Medalla              | Categoría            |
| -------------------- | -------------------- | -------------------- | -------------------- |
| 2023                 | Santiago (Chile)     | Medalla de bronce    | +67 kg               |